# Санта Мария а Вико
Санта Марѝя а Вѝко (на италиански: Santa Maria a Vico) е град и община в Южна Италия, провинция Казерта, регион Кампания. Разположен е на 83 m надморска височина. Населението на общината е 14 210 души (към 2010 г.).